# Petite Seille
Pour les articles homonymes, voir Seille.
La Petite Seille est une petite rivière française qui coule dans le département de la Moselle. C'est un affluent de la Seille en rive droite, donc un sous-affluent de la Moselle puis du Rhin.

## Géographie
La Petite Seille naît sur le territoire de la petite localité de Racrange, non loin de Morhange. Sa direction générale va du nord-est vers le sud-ouest. Elle se jette dans la Seille en rive droite, à Salonnes.

## Communes traversées
La Petite Seille traverse ou longe le territoire de 15 communes, toutes situées dans le département de la Moselle : Racrange, Morhange, Conthil, Riche, Haboudange, Burlioncourt, Obreck, Hampont, Puttigny, Vaxy, Gerbécourt, Lubécourt, Amelécourt, Château-Salins et Salonnes.

## Hydrologie
Le débit de la Petite Seille a été observé pendant une période de 39 ans (1969-2007), à Château-Salins, localité du département de la Moselle, située peu avant sa confluence avec la Seille. Le bassin versant de la rivière est de 143 km2, c'est-à-dire 92 % de sa totalité.
Le module de la rivière à Château-Salins est de 1,25 m3/s.
La Petite Seille présente des fluctuations saisonnières de débit assez nettes, avec des hautes eaux d'hiver portant le débit mensuel moyen à un niveau situé entre 1,91 et 2,22 m3/s, de décembre à mars inclus (maximum en janvier et février), et des basses eaux d'été de juillet à septembre, avec une baisse du débit moyen mensuel allant jusque 0,458 m3/s au mois d'août (458 litres par seconde), ce qui reste assez consistant.
Le VCN3 peut chuter jusque 0,17 m3/s, en cas de période quinquennale sèche, soit 170 litres par seconde.
Les crues peuvent être assez importantes, compte tenu de la relative exiguïté du bassin versant de la rivière. Les QIX 2 et QIX 5 valent respectivement 15 et 22 m3/s. Le QIX 10 vaut 27 m3/s, tandis que le QIX 20 se monte à 31 m3/s. Le QIX 50 enfin vaut 37 m3/s.
Le débit instantané maximal enregistré à Château-Salins a été de 33,9 m3/s le 26 mai 1983, tandis que la valeur journalière maximale était de 32,7 m3/s le 30 décembre 2001. En comparant le premier de ces chiffres aux valeurs des différents QIX de la rivière, il apparaît que cette crue était un peu plus que d'ordre vicennal et statistiquement destinée à se répéter tous les 25-30 ans environ.
La lame d'eau écoulée dans le bassin de la Petite Seille est de 278 millimètres annuellement, ce qui est modéré dans le contexte lorrain caractérisé par une pluviométrie souvent importante. C'est nettement inférieur à la moyenne d'ensemble de la France, mais surtout à l'ensemble du bassin versant français de la Moselle (445 millimètres), mais cependant supérieur à l'ensemble du bassin de la Seille (242 millimètres à Metz). Le débit spécifique (ou Qsp) se monte dès lors à 8,8 litres par seconde et par kilomètre carré de bassin.